# Ko Thap
Ko Thap – tajska wyspa leżąca na Morzu Andamańskim. Administracyjnie położona jest w prowincji Krabi. Najwyższe wzniesienie wynosi w przybliżeniu 7 m n.p.m. Wyspa jest niezamieszkana.
Leży w odległości około 200 m na wschód od wyspy Ko Mor, około 850 m na północny wschód od wyspy Ko Po Da Nok oraz około 1,1 km na południowy wschód od Ko Po Da Nai.